# 이미옥 (탁구 선수)
이미옥(李美玉)은 대한민국의 제일모직 소속 탁구 선수였다. 1994년 중국 천진 아시아 선수권대회에서 단체 동메달을 획득하였다.